# Oldřich Škácha

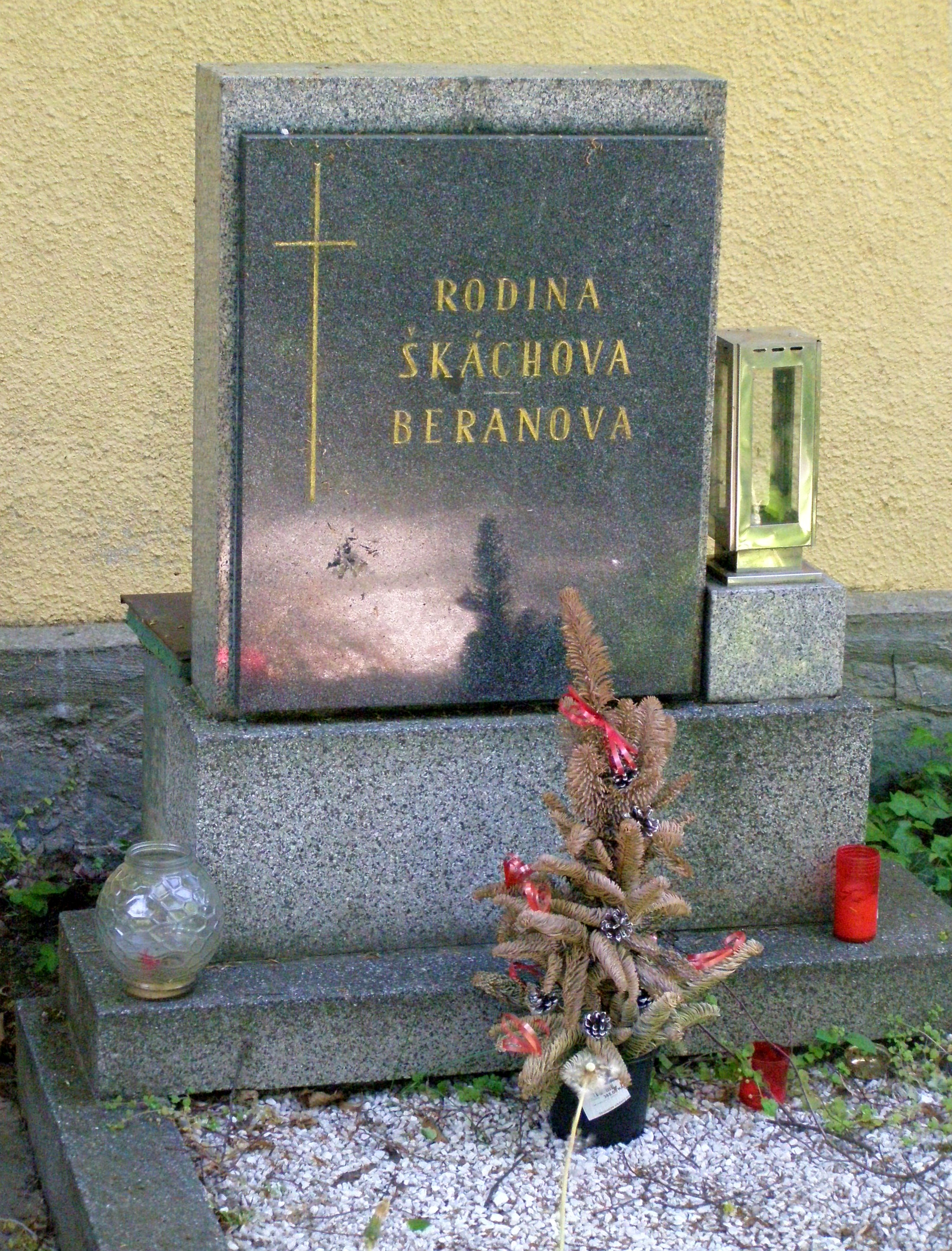
Rodinný hrob na hřbitově Malvazinky v Praze

Oldřich Škácha (16. října 1941 Praha – 29. března 2014) byl český dokumentární fotograf, který je znám především díky fotografiím Václava Havla a dalších osobností z oblasti politiky a kultury.

## Život
V roce 1959 se vyučil fotografem v družstvu Fotografia, v letech 1959–1963 vystudoval Státní grafickou školu v Praze. Nastoupil jako fotoreportér do časopisu Svět sovětů (1964–1966), poté pracoval jako svobodný fotoreportér pro různá nakladatelství a instituce (filmová studia Barrandov, Svobodné slovo, Mladý svět, Květy ad.). Po roce 1969 mu byla další činnost komunistickým režimem znemožněna. Sblížil se s osobnostmi okolo Václava Havla. V roce 1990 se stal jeho osobním fotografem.
Zemřel v roce 2014 ve věku dvaasedmdesáti let. Je pohřben na hřbitově Malvazinky.

## Dílo
Škácha se věnoval portrétní a dokumentární fotografii. V 60. letech 20. století se zabýval i aktem, v sedmdesátých letech vytvořil několik kalendářů pro různé podniky.

### Výstavy
- 1965 Praha, kino Lucerna, Galerie Mladá Fronta
- 1966 Praha, divadlo Viola
- 1985 Jan Neruda, Praha, Památník národního písemnictví
- 1986 Karel Hynek Mácha, Praha, Památník národního písemnictví
- 1998 Vídeň, Rakousko
- 1999 Istanbul, Ankara, Turecko
- 1999 Odense, Kodaň, Dánsko
- 2000 Dubrovník, Záhřeb, Chorvatsko
- 2001 Praha
- 2003 Paříž, Francie
- 2004 New York, Washington, D.C., Spojené státy americké
- 2006 Tel Aviv, Izrael
- 2016 Pocta V.H., výstava 96 velkoformátových fotografií spolu s citáty z díla Václava Havla, kterou k příležitosti jeho nedožitých osmdesátin uspořádalo vedení MČ Praha 6, Knihovna Václava Havla a Post Bellum, o. p. s. Výstava probíhala v Dejvicích od 5. října do 18. prosince 2016.[2][3]
- 2018 Okupace 1968 – při příležitosti 50. výročí okupace Československa. Výstava, otevřená od 15. srpna do 16. září 2018,[4] demonstruje – krom srpnových událostí – i fakt, že umělec může, ba někdy i musí být angažovaný.[5]

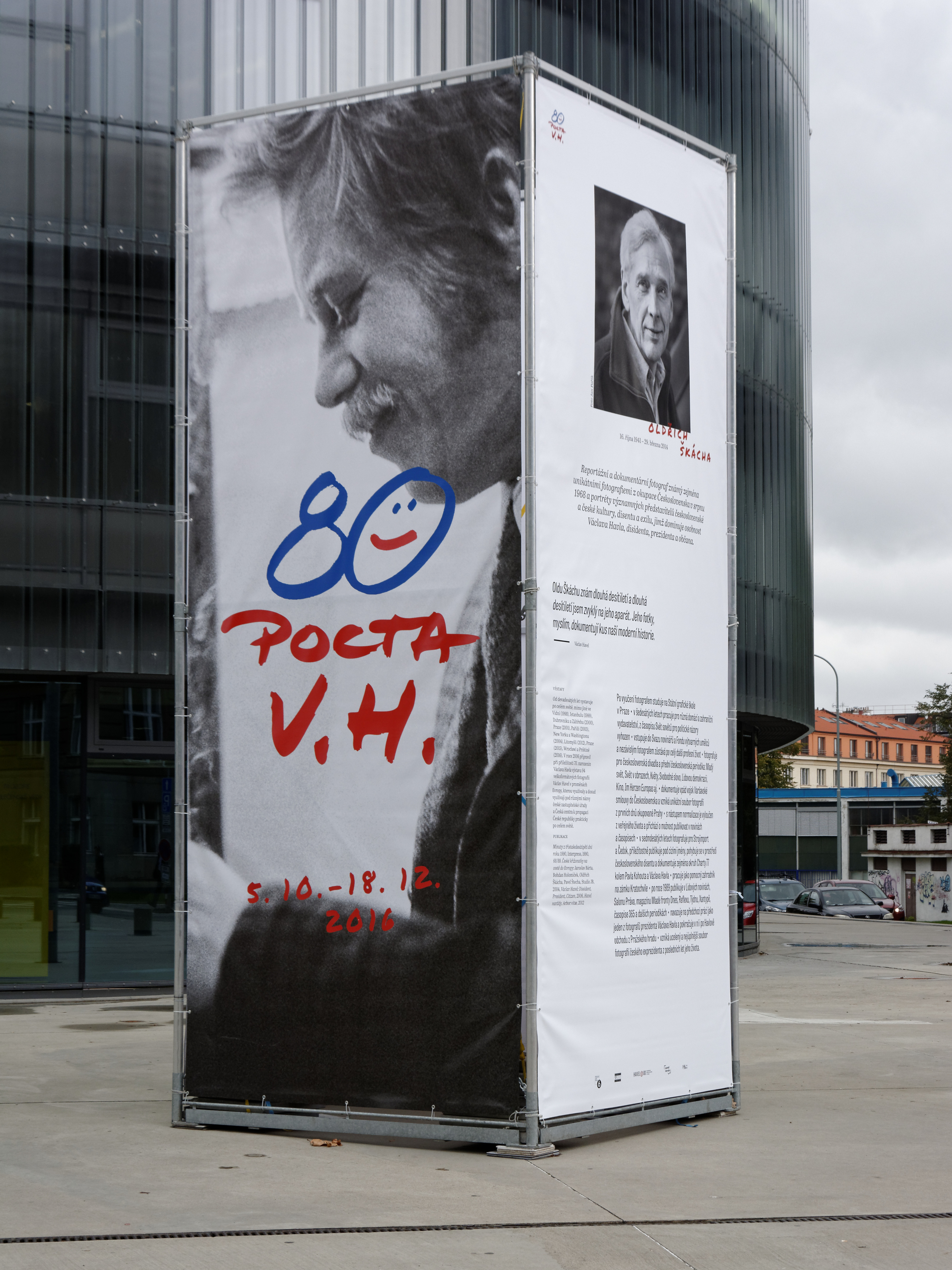
Pocta V.H. před technickou knihovnou v Praze (jeden z 20 panelů)
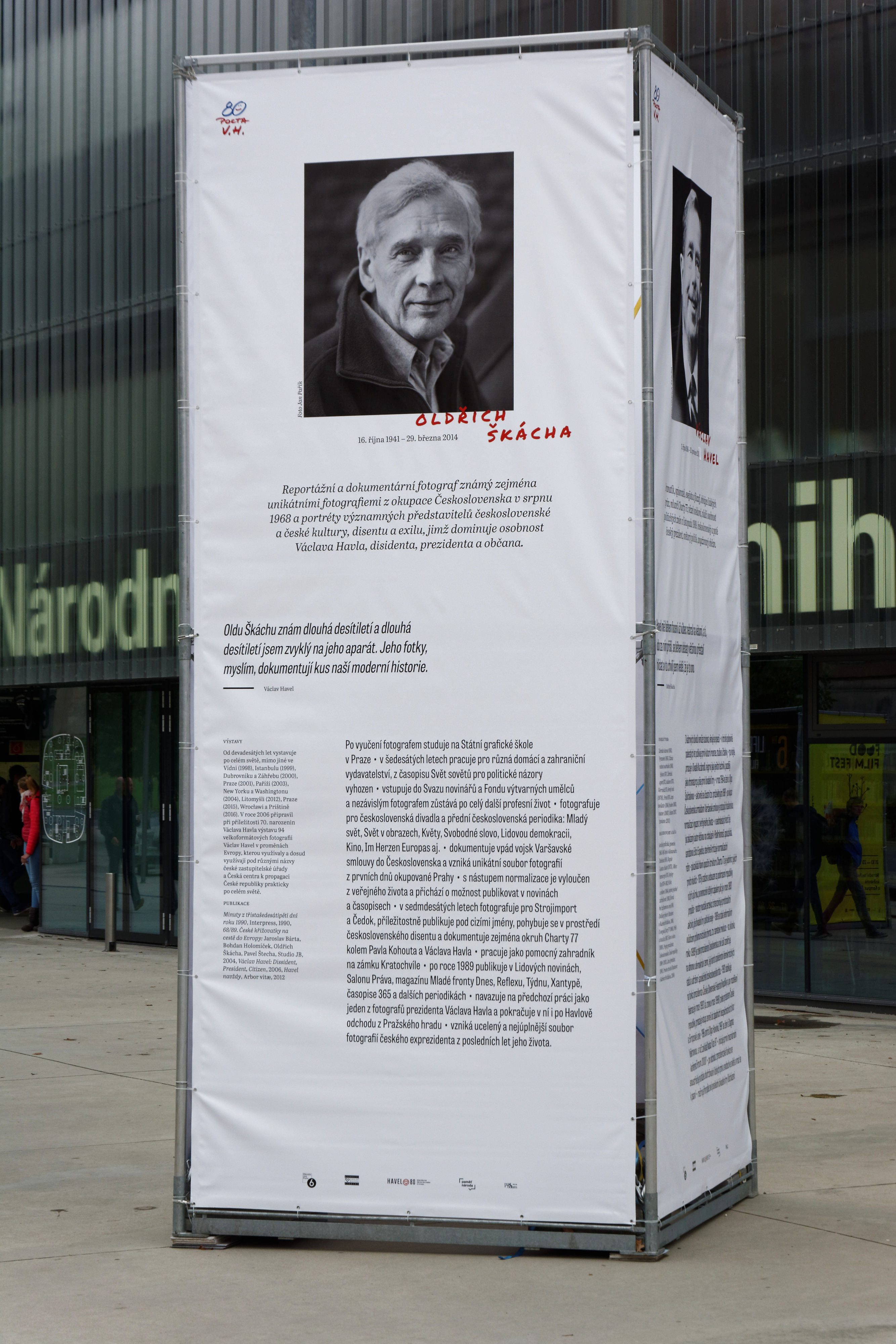
panel o Oldřichu Škáchovi
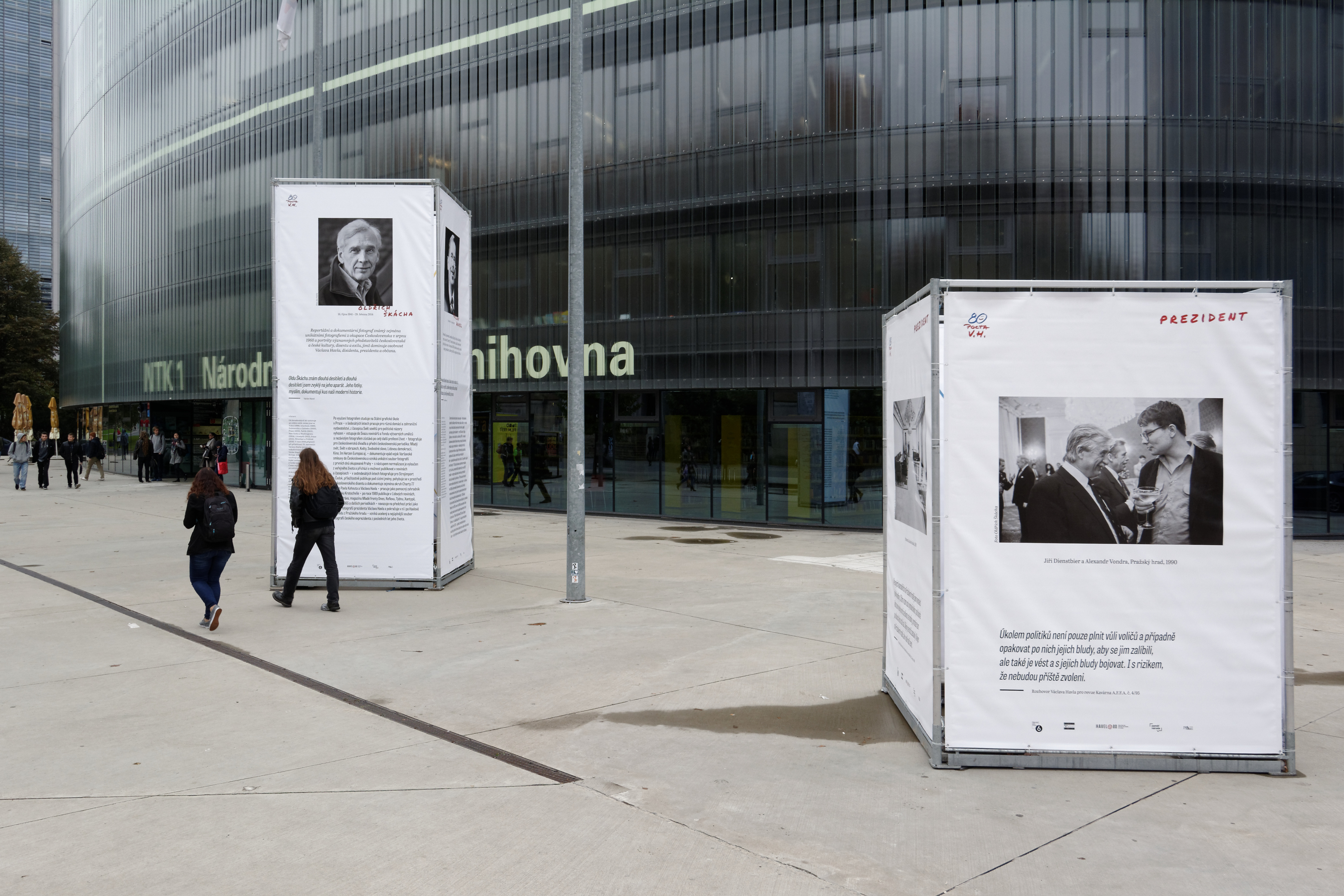
Pocta V.H. před technickou knihovnou v Praze